# Барсуки (Локнянський район)
Барсуки (рос. Барсуки) — присілок в Локнянському районі Псковської області Російської Федерації.
Населення становить 60 осіб. Входить до складу муніципального утворення Подберезинская волость.

## Історія
Від 2015 року входить до складу муніципального утворення Подберезинская волость.

## Населення
| 2001 | 2002 | 2010 |
| ---- | ---- | ---- |
| 131  | ↘89  | ↘60  |